# Oktiàbrskoie (Lípetsk)
|  | Per a altres significats, vegeu «Oktiàbrskoie». |

Oktiàbrskoie (en rus: Октябрьское) és un poble de l'óblast de Lípetsk, a Rússia, que el 2011 tenia 1.823 habitants. Pertany al districte rural d'Úsman.